# 部活離婚
部活離婚（ぶかつりこん）は、教員との婚姻後、教員が部活動の顧問として指導に時間を割き、家庭を顧みることができなくなることが原因で、離婚に至る、あるいは家庭崩壊に繋がること。
本項ではこれに関係する、夫である教員が部活動指導に時間を使うことで夫がいなくなったような状態に陥った妻を示す部活未亡人（ぶかつみぼうじん）、部活による多忙が原因で結婚や子育てを諦める部活非婚（ぶかつひこん）や部活に休日を取られる教員を親に持つ子供を意味する部活孤児（ぶかつこじ）についても扱う。2017年11月の『毎日新聞』によると、Twitterで前述の言葉を用いて悲惨な情報が投稿されている。女性教員の場合もこの事象は発生する。

## 背景
教育社会学を専門とする名古屋大学准教授の内田良によると、部活未亡人という言葉は1996年の『教師社会・残酷物語』や1999年の『学校のナイショ話・ウラ話』などで確認できることから、1990年代には一定数の教育関係者間で使用されていたと見られる。大阪大学大学院教授の小野田正利は中学校と高等学校（高校）で発生すると述べており、中でも中学校で教員の荷重労働と生活の破綻が発生していると述べており、夏季休暇でも補習授業と部活動により、授業の準備もままならないと指摘している。また小野田は2014年8月の雑誌『内外教育』にて、生徒側の負担は報道されているものの、教員の負担の状況についての認知が不十分であると述べている。教員の負担について、『毎日新聞』では2017年9月に結成された教員有志による団体「現職審議会」に寄せられた匿名意見の一部を要約したものを掲載している。それによると前述した過重労働の他、同調圧力や勝利至上主義について触れられている。教員自身が部活動に注力していたり、管理職が部活動で実績を出したことや、他の教員との協力のために必要不可欠になっているケースなどが存在する。また、保護者の意見についても触れられており、顧問を拒否する教員の拒絶や、逆に部活動をレクリエーションのレベルにすることを要望する意見が見られる。2017年11月の『毎日新聞』は意見のうち多数が匿名によるものであることを指摘しており、2017年10月に現職審議会が文部科学省や中央教育審議会に集まった意見に基づいて緊急提言を行った際も、現役の教員は匿名で会見に臨むことに触れられている。これについて教育学者で学習院大学教授の長沼豊は教員が匿名でしか発言できない状況が同調圧力の強さを示していると述べ、実名で述べられる環境への転換の必要性を訴えている。現職審議会で行った提言は給与特別措置法の改正、部活動における教員の全員顧問制と生徒の強制入部制の撤廃、土日祝日の部活動の禁止、小学校の部活動の地域クラブへの移行、時間割への授業準備・休憩時間の設定、生徒の在校時間を勤務時間内に収めるような時間設定、違法労働の通報機関の設置などが挙げられている。
内田は自著で教員の働き方について様々な立場の人の意見を集めたウェブサイト「教働コラムズ」から2件の意見を引用している。この家族である若手や中堅の教員から声が上がっているのは負担が大きいグループであるためとして、改善が必要だと述べている。
2014年6月に経済協力開発機構（OECD）が発表した国際教員指導環境調査（TALIS）によると、34ヶ国が参加した中で教員の仕事の時間配分における1週間の仕事時間の合計で、平均が38.3時間に対し、日本では53.9時間で最長を記録した。その中の課外活動の指導では参加国平均は2.1時間、日本では7.7時間となっている。
日本中学校体育連盟（中体連）の加盟学校の割合は2010年度で99.3パーセントにあたる10,790校となっている。小野田は中体連が本来の目的から離れ、地域ごとの大会で好成績を収めることを推奨する組織という印象が濃いと述べている。同様の組織が小学校では小学校体育連盟（小体連）、高校では全国高等学校体育連盟（高体連）が存在する。小野田は時間数以外にも競技の指導力や引率などでの安全管理、親からの意見や要望、生徒間の衝突の対応など、責任と緊張感を伴うものであることに触れている。学内の管理職や親からの要望で、中体連幹部の説明によると興味と関心を持つ教員と生徒の自主的な活動であるにもかかわらず、未経験の競技の顧問を断れない状況であると説明している。